# Enrique Hormigos
Enrique Hormigos, conocido como Hormigos (Valencia, 1964), humorista gráfico español.

## Biografía
Tras cursar estudios en la Facultad de Económicas y en la Escuela de Artes y Oficios de Valencia, su trabajo no estaba relacionado con la ilustración, hasta que en 1990 se presentó en los dos periódicos principales de Valencia, Las Provincias y Levante. Dado que en este último ya contaban con Ortifus fue contratado por Las Provincias como ilustrador.
Su viñeta diaria basada en la actualidad facilitó su capacidad de encontrar humor en casi cualquier situación. Tras leer el libro Historias de la Historia, de Carlos Fisas, planeó el proyecto Mundo Cruel basado en anécdotas históricas, con el humor como principal ingrediente. Sin embargo fue rechazado por el periódico, que abandonaría poco después.
Tras un cambio en la dirección de Las Provincias, regresa como ilustrador diario sin restricciones. Aprovechando los Juegos Olímpicos de Sídney 2000 preparó una serie sobre anécdotas olímpicas que funcionó muy bien y eso permitió introducir el proyecto Mundo Cruel, que se prolongó durante cuatro años.
Actualmente colabora en los periódicos Diario del Puerto y Empresa y Finanzas, la revista Comercio Exterior, el semanario Gente en Valencia y la revista humorística "El Jueves".
Gran admirador de dibujantes como Quino y Sempé, sus influencias provienen de los dibujos animados y del trabajo de humoristas gráficos como Gary Larson (Far Side Gallery), Dick Browne (Olaf el Vikingo), Bill Watterson (Calvin & Hobbes), Jim Unger (Herman), Parker & Hart (The Wizard of Id), Mike Peters, Jeff McNelly, Arnold Roth, Birkett, Banxs, Francisco Ibáñez, Larry McMurthy, Plantú, Jerry Scott & Jim Borgman (Zitts) y Forges, y también de escritores y autores como P.G. Woodehouse, Evelyn Waugh, Groucho Marx, Woody Allen, Preston Sturges, Billy Wilder, los Monthy Python y Blake Edwards.